# 贝德士

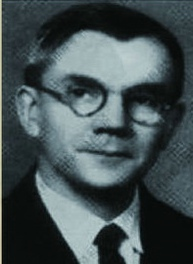
贝德士

  贝德士（英語：Miner Searle Bates，1897年5月27日—1978年10月）是一位美国历史学家，曾担任中华民国政府顾问。

## 生平
1897年生于美国俄亥俄州紐瓦克。1916年，获美国俄亥俄州海勒姆学院学士学位。1920年，获英国牛津大学硕士学位。
  贝德士曾就读于多所知名学府：作为罗德学者求学于牛津大学；在耶鲁大学获得中国历史博士学位；本科阶段就读于俄亥俄州的海勒姆学院。他先后在印度与美索不达米亚（当时属奥斯曼帝国）的基督教青年会工作，最终于1920年在美国教会资助的金陵大学开始执教，教授历史直至1950年。1923年，他与金陵女子文理学院教师莉莉亚斯·罗宾斯结为连理。
  1950年中国共产党在国共内战中获胜后不久，金陵大学并入南京大学。贝德士遂返回美国，被联合神学院任命为宣教学教授并任教至1965年。於第二次世界大戰南京大屠杀後著作《宗教自由：一项调查》（1945年）对全球范围内的宗教自由与迫害现象进行了系统研究。

## 南京大屠杀
1937年夏，贝德士携家人赴日本旅行后独自返回南京，因而亲历了南京保卫战及随后被称为"南京大屠杀"的浩劫。在此期间，他出任南京安全区国际委员会主要领导成员，致力于保护城内无力撤离的贫民安全。这项工作充满危险，他曾多次身陷险境——最严重的一次是因追问一名被日军掳走学生的下落，遭日本宪兵从楼梯推落重伤。他多次从日军手中解救遭凌辱的妇女，数次被枪口抵头威胁。
  1938年1月13日，贝德士被任命为金陵大学副校长。
  战后，他先后在东京审判与中国战犯审判中出庭作证。其关于大屠杀持续时间的证词成为学界频繁引用的关键数据。在HBO电影《南京》中，该角色由演员格雷厄姆·西布利饰演。贝德士留下这样一段被广泛引述的宣言：
  「宗教信仰意味着，即便在邪恶肆虐的世界里，仍坚信善行本身值得践行。苦难经历使我确信：人类得救既不靠国家的枪炮，也不靠国家的神祇，唯有依靠对全体人类同胞的真正尊重。」